# Нижнє (Калузька область)
Нижнє (рос. Нижнее) — село в Жуковському районі Калузької області Російської Федерації.
Населення становить 7 осіб. Входить до складу муніципального утворення Присілок Корсаково.

## Історія
Від 2004 року входить до складу муніципального утворення Присілок Корсаково

## Населення
| 2002 | 2010 |
| ---- | ---- |
| 24   | ↘7   |